# Briefcase Full of Blues
Albums de The Blues Brothers
The Blues Brothers: Music from the Soundtrack
(1980)
Briefcase Full of Blues est le premier album du groupe the Blues Brothers, sorti le 28 novembre 1978 par Atlantic Records. L'album a reçu 1 prix aux Billboard 200 et aux Recording Industry Association of America. Deux singles ont été réalisés à partir de cet album, Rubber Biscuit et Soul Man.

## Liste des pistes
| No  | Titre                            | Auteur                      | Durée |
| --- | -------------------------------- | --------------------------- | ----- |
| 1.  | I Can't Turn You Loose           | Otis Redding                | 1:50  |
| 2.  | Hey Bartender                    | Floyd Dixon                 | 3:01  |
| 3.  | Messin' With the Kid             |                             | 3:35  |
| 4.  | (I Got Everything I Need) Almost | Donnie Walsh                | 2:50  |
| 5.  | Rubber Biscuit                   | Johnson, Levy               | 2:57  |
| 6.  | Shot Gun Blues                   | Walsh                       | 5:23  |
| 7.  | Groove Me                        | King Floyd                  | 3:46  |
| 8.  | I Don't Know (Willie Mabon song) | Willie Mabon                | 4:14  |
| 9.  | Soul Man                         | Isaac Hayes, David Porter   | 3:28  |
| 10. | B' Movie Box Car Blues           | Delbert McClinton           | 4:08  |
| 11. | Flip, Flop & Fly                 | Jesse Stone, Big Joe Turner | 3:38  |
| 12. | Closing: I Can't Turn You Loose  | Redding                     | 0:51  |

## Personnel
- Elwood Blues : Chant, Harmonica
- « Joliet » Jake Blues : Chant
- Matt « Guitar » Murphy : guitare solo
- Steve « The Colonel » Cropper : Guitare
- Donald « Duck » Dunn : guitare basse
- Paul « The Shiv » Shaffer : piano
- Steve « Getdwa » Jordan : batterie
- Lou « Blue Lou » Marini : Saxophone
- Tom « Triple Scale » Scott : Saxophone
- Tom « Bones » Malone : Saxophone, Trombone, Trompette
- Alan « Mr. Fabulous » Rubin : Trompette